# 敬歸
敬歸（?—?），歸姓，鲁襄公的妾夫人，子野的母亲。
前542年，鲁襄公死后，鲁国拥立胡国女人敬归的儿子子野，住在季氏那里。秋季，九月十一日，因哀痛过度，子野去世。九月十七日，孟孝伯去世。鲁国拥立敬歸的妹妹齊歸生的儿子公子裯为国君。即鲁昭公。